# Aeroportul Wad Medani
Aeroportul Wad Medani (IATA: DNI, ICAO: HSWD) este un aeroport din Sudan ce deservește zona Wad Madani.
Situat la o altitudine de 509 m, aeroportul dispune de o singură pistă.